# Кунимунд
Кунимунд (лат. Cunimundus; погиб в 567 году) — король гепидов (около 560—567).

## Биография
Кунимунд правил во второй половине VI века, унаследовав престол Королевства гепидов после своего отца Торисвинта.
Кунимунд погиб в войне с лангобардами и аварами от руки короля Альбоина.
Якобы Альбоин из черепа Кунимунда сделал чашу, из которой на пиру в Вероне заставил пить Розамунду, дочь Кунимунда. В отмщение она в 572 или 573 году склонила своих приближённых Хельмегиса и Передео убить Альбоина и вместе с убийцами бежала к византийцам в Равенну. Здесь к ней посватался равеннский экзарх
Лонгин. Желая избавиться от Хельмегиса, Розамунда поднесла ему яд. Почувствовав себя отравленным, он заставил дочь Кунимунда выпить оставшийся ещё в кубке яд.